# Perfection
La perfection est l'atteinte d'un stade suprême ou idéal pour un être ou un objet. La perfection réunit toutes les qualités et n'a pas de défaut.

## Philosophie

### Platon et la perfection métaphysique
Platon traite de la perfection avec une perspective métaphysique. Il soutient que toutes les perfections dans les êtres créés n'ont pu être mises en eux par le Créateur, c'est-à-dire le Dieu le plus parfait qui soit. Cette pensée concorde avec sa conception de la dégradation et de la dégénérescence : plus quelque chose évolue, plus elle s'éloigne du modèle, qui est seul à être parfait.

### Aristote et la perfection du Premier moteur
Aristote s'inspire de son maître, Platon, tout en proposant une doctrine divergente. Il conçoit l'Être suprême comme Premier moteur de l'univers. Il est perfection, et de ce fait, il ne peut qu'être tourné vers lui-même. Il est entéléchie, c'est-à-dire en acte.

### Thomas d'Aquin et Dieu
Selon Thomas d’Aquin, seul Dieu est absolument parfait dans l'ordre de toutes choses. La perfection attribuée à Dieu a été utilisée pour démontrer comme un argument de son existence, l'argument ontologique.
La perfection désigne aussi l'état d'accomplissement moral et spirituel auquel l'être humain serait destiné : un état de liberté totale et de félicité absolue auquel l'homme ne pourrait accéder que par un travail constant sur sa pensée, ses paroles et ses comportements. 

### Bouddhisme et dix perfections
Dans la voie des Bodhisattva (bouddhisme), il existe 10 pāramitā, perfections, ou vertus dans lesquelles s'exercer...

### Rousseau et perfectibilité de l'homme
Jean-Jacques Rousseau considère la perfectibilité comme l'une des caractéristiques fondamentales de l'homme naturel. L'homme a pour propriété, contrairement aux animaux, de posséder des facultés qui concourent à sa propre transformation, en modifiant ses performances et en accroissant ses possibilités. Ainsi, la perfectibilité est paradoxale, car elle est à la fois inhérente à l'homme tout en étant la condition de la modification de ses caractéristiques dont il dispose par nature.
La perfectibilité de l'homme n'est pas immanente. Elle doit être stimulée de l'extérieur, car il s'agit précisément d'un principe de réaction et d'adaptation.

## Étymologie
Le mot « perfection » vient du verbe latin perficio, dans lequel -ficio est la forme du verbe facio, facere : faire ; le préfixe per- traduit l'idée d'une action menée « jusqu'au bout ». Parfait signifie donc « ce qui est fait jusqu'au bout, totalement ».